# Apochthonius moestus
Espèce
Synonymes
- Chthonius moestus Banks, 1891

Apochthonius moestus est une espèce de pseudoscorpions de la famille des Chthoniidae.

## Distribution
Cette espèce se rencontre aux États-Unis dans l'État de New York et en Pennsylvanie et au Canada en Ontario,.

## Description
L'holotype mesure 1,3 mm.
Les mâles mesurent de 1,24 à 1,44 mm et les femelles de 1,25 à 1,45 mm.

## Publication originale
- Banks, 1891 : Notes on North American Chernetidae. Canadian Entomologist, vol. 23, p. 161-166 (texte intégral).